# Lista över insjöar i Vellinge kommun
Detta är en lista över sjöar i Vellinge kommun baserad på sjöns utloppskoordinat. Om någon sjö saknas, kontrollera grannkommunens lista eller kategorin Insjöar i Vellinge kommun.

## Lista
| Namn     | Koordinat                                     | Sjöid         | VYID | Yta (km²) | Strandlinje (km) | Höjd (m) | Maxdjup (m) | Volym (m³) | HARO  | Natura 2000     |
| -------- | --------------------------------------------- | ------------- | ---- | --------- | ---------------- | -------- | ----------- | ---------- | ----- | --------------- |
| Dalagård | 55°28′57″N 13°07′55″Ö / 55.48255°N 13.13189°Ö | 615357-133100 |      |           |                  |          |             |            | 89090 |                 |
| Gamlesjö | 55°29′11″N 13°07′49″Ö / 55.48637°N 13.13021°Ö | 615400-133091 |      |           |                  |          |             |            | 89090 |                 |
|          | 55°23′26″N 12°49′18″Ö / 55.39062°N 12.82177°Ö | 614244-131114 |      | 0,0697    | 1,5              | 0        |             |            | 89090 | Falsterbohalvön |
|          | 55°24′58″N 13°02′42″Ö / 55.41619°N 13.04492°Ö | 614640-132521 |      |           |                  |          |             |            | 89090 |                 |
|          | 55°24′45″N 12°50′10″Ö / 55.41237°N 12.83621°Ö | 614652-131198 |      | 0,0758    | 1,18             | 0,9      |             |            | 89090 | Falsterbohalvön |
|          | 55°27′47″N 13°07′23″Ö / 55.46303°N 13.12293°Ö | 615142-133035 |      |           |                  |          |             |            | 89090 |                 |